# مقرة (شجيرة)
مَقِرة (الاسم العلمي Aloe rubroviolacea) هي شجيرة معمرة من فصيلة المصفورية، واسعة الانتشار،
منابتها الأراضي المكشوفة المشمسة، في الحداب والحزون الصخرية الغليظة، كذلك السفوح الصخرية الشديدة الانحدار،
على ارتفاع 400-2700 م.
تقوم المَقِرة على ساق قصير لاصق بالأرض، فإن نبتت على حافة جرف تدلت على ساق قد يصل طوله نحو 90 سم.
وقد تتفرع من أصل قصير إلى سيقان كثيرة متشعبة. جذورها ليست غائرة، بل قريبة من السطح،
فتمتص ما قل من ماء المطر حتى البغش الذي يبلل سطح التربة.

## الوصف
المرارة أمر من عصارة المرُّ، لونها بني أو أصقر محمر، تسود بعد أن تجف،
ولا تكون كذلك إلا عند تركزها في فصل الصيف وقلة الرواء. فإذا كان المطر وتشبعت
الورقة بالماء ذهبت عنها المرارة والرائحة الكريهة، وصارت عصارتها إلى لون 
أبيض لزج، وأمكن أكل اللب عقب قشر لحاء الورقة. والأزهار يحملها شمراخ طويل 
يخرج من من أضعاف الأوراق القديمة، وربما خرج من بين الأوراق الحديثة، بحسب
أنواع المقر، طوله نحو 100-150 سم، يتفرع عند الرأس إلى نحو ثلاث شعب أو أكثر،
تحمل زهيرات منتظمة على هيئة عذق الموز عند ظهوره، وهي ذات ألوان صفراء أو برتقالية
أو حمراء، لا يجتمع لونان في نبتة واحدة، والزهيرات أنبوبية الشكل طولها نحو
4-3 سم، تشبه زهيرات القشب، عريضة من أسفلها ضيقة من أعلاها، يشوبها خضرة حول أطرافها
العلوية، تفتح من مآبر بارزة عن تويجات قليلا، ولها رحيق يثمره النحل وانواع أخرى
من الحشرات. وكذلك طائر التمير الأزرق، ويمتصه الناس كما يمتصون رحيق الزهرة المض
(المذخ) والثمار خضراء بيضاوية الشكل لا تختلف كثيرا عن ثمر القشب، تشبه البلح البُسرا،
فإذا نضجت يبست في صلابة، وتفطرت، كثمر القشب، إلى ثلاثة مصاريع يتناثر من بينها عدد 
من البذور السمراء المجنحة.